# (217420) Olevsk
(217420) Olevsk est un astéroïde de la ceinture principale.

## Description
(217420) Olevsk est un astéroïde de la ceinture principale. Il fut découvert le 31 août 2005 à Androuchivka par l'observatoire astronomique d'Androuchivka. Il présente une orbite caractérisée par un demi-grand axe de 2,58 UA, une excentricité de 0,28 et une inclinaison de 11,9° par rapport à l'écliptique.

## Compléments